# Telar de cartas

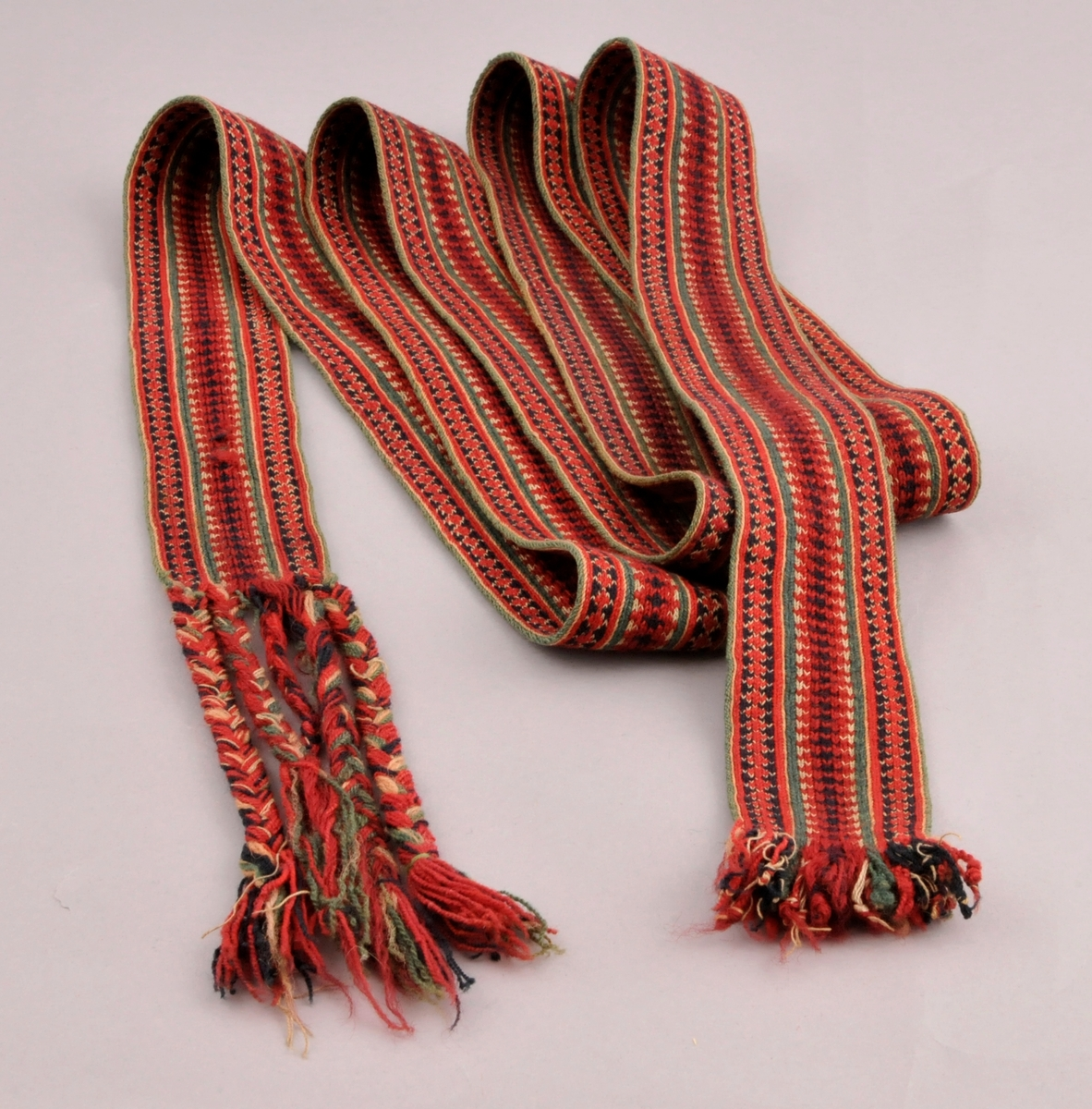
Cinturón tramado para traje nacional noruego.

Vista de lado de la tarjeta.

El telar de tarjetas o telar de plaquetas (a menudo telar de cartas en los Estados Unidos) es una técnica de tejer cintas y bordes de tela mediante la unión de dos hilos pasados por los orificios de unas tablillas o tarjetas de madera o cartón (antaño también cuero o pergamino) que crean el espacio a través del que la trama pasa. Como los materiales y las herramientas son relativamente baratos y fáciles de obtener, el telar de tarjeta fue popular entre los tejedores. Actualmente la mayoría de tejedores de cartas producen trabajo de poco grosor.
Es un sistema de tejido usado corrientemente para cintas o cinturones (aunque puede hacerse multitud de prendas).

## Historia

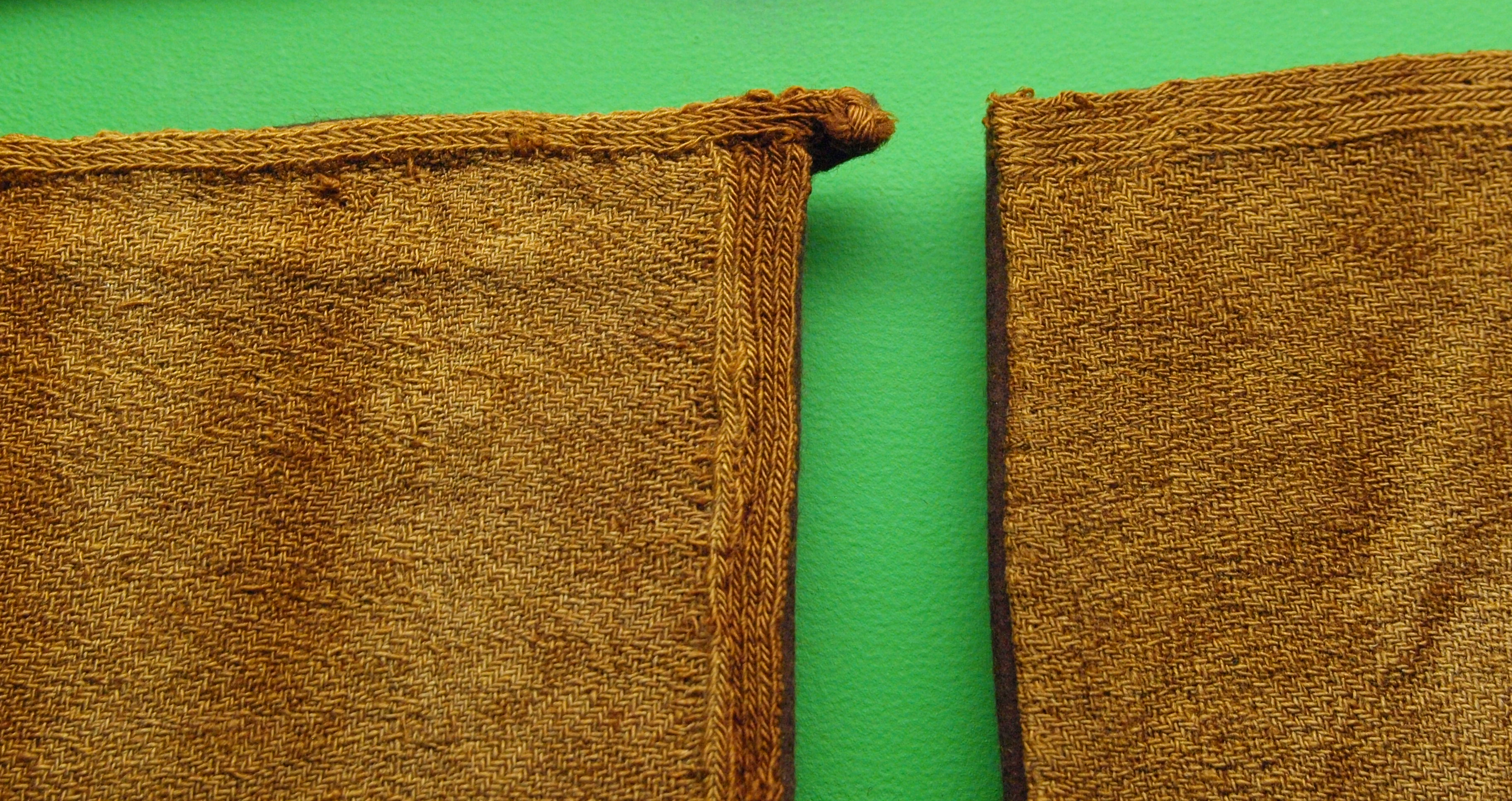
Bordes tejidos en tableta en los pantalones del Hombre de Damendorf (finales del)

El tejido de tablillas se remonta al menos a principios de la Edad del Hierro en Europa, donde se encuentra en áreas que emplean el telar de urdimbre aunque se halló cerca de Gotinga una tablilla cuadrada con cuatro agujeros de la Edad del Bronce final que probablemente ya era para este trabajo. Históricamente la técnica sirvió para diversos propósitos, por ejemplo crear bandas de remates u orillos para grandes textiles como aquellos producidos en el telar de urdimbre; para tramar bandas decorativas en textiles; y para crear trabajo estrecho de pie.
Los primeros ejemplos tempranos conservados han sido encontrados en Hochdorf, Alemania, y Apremont, Haute-Saône, Francia, así como en Italia, Grecia, y Austria todos de los siglos VIII a VI a. C. Se han encontrado elaboradas bandas tejidas con tablillas en muchas tumbas de la Edad del Hierro de alto estatus en Europa así como en el periodo romano en Oriente Próximo. Se presume que fueron adornos estándar para prendas entre varios pueblos europeos antiguos, incluidos los vikingos. Continuó siendo una técnica popular en la Edad Media y se conservan muchos ejemplos en museos de tales bandas utilizadas en textiles eclesiásticos o para elaborados cinturones procedentes de sepulturas medievales europeas. En el siglo XVII, el tejido de tablillas también se utilizó para producir algunos tapices de seda monumentales en Etiopía. En China se conoció al menos desde la dinastía Shang y aquí, en la India, Japón y los países árabes este tejido artesanal se ha mantenido hasta la actualidad.
A menudo se creía que el telar de cartas se remontaba al Egipto faraónico. Esta teoría se desarrolló a principios del siglo XX sobre la base de un elaborado cinturón tejido de procedencia incierta a menudo llamado el Cinturón de Ramsés porque llevaba un cartucho escrito con tinta de Ramsés III. Arnold van Gennep y G. Jéquier Publicaron un libro en 1916, Le tissage aux cartons et son utilisation décorative dans l'Égypte ancienne, basado en la suposición de que los antiguos egipcios estaban familiarizados con el tejido de tablillas. Los académicos discutieron enérgicamente sobre el método de producción del cinturón durante décadas. Muchos libros populares sobre la técnica de trama promovieron la teoría del origen egipcio hasta que, en un apéndice a su magistral trabajo, Peter Collingwood probó por análisis estructural que el cinturón de lino no podría haber sido tramado en tablas o cartas.

## Herramientas

Varias formas de tableta.

Las tablillas que se utilizan en el tejido suelen tener forma de polígono regular, con agujeros cerca de cada vértice y a veces también en el centro. El número de agujeros en las tabletas utilizadas es un factor limitante en la complejidad del patrón tejido. Las esquinas de las tabletas suelen estar redondeadas para evitar que se enganchen al girarlas durante el tejido.
En el pasado, los tejedores hacían tablillas de corteza, madera, hueso, cuerno, piedra, cuero, metal o una variedad de otros materiales. Las tarjetas modernas se hacen con frecuencia de cartón. Algunos tejedores incluso perforan agujeros en naipes. Esta es una manera fácil de obtener tabletas personalizadas o una gran cantidad de tabletas económicas.
Las tabletas suelen estar marcadas con colores o rayas para que sus caras y orientaciones se puedan distinguir fácilmente.